# Kärnfamilj
En kärnfamilj är i strikt mening en familj som endast består av en man, en kvinna och deras gemensamma biologiska eller adopterade barn. Kärnfamiljen står i motsats till en ensamstående familj, den större utökade familjen, och till en familj med mer än två föräldrar. Kärnfamiljen som begrepp syftar på gifta par (bestående av en man och en kvinna).

## Definition och spridning
Enligt vissa definitioner ska barnen i en kärnfamiljen vara biologiska helsyskon, alltså ha samma föräldrar. Andra definitioner låter en kärnfamilj innefatta såväl biologiska barn som adoptivbarn. I den västerländska kulturen har kärnfamiljen i många fall blivit det dominerade idealet och har framställts som den sociala normen och den "biologiskt naturliga" familjekonstellationen när det handlar om reproduktion och uppfostran. Traditionellt sett är det mannen i familjen som har haft huvudansvar för familjens försörjning medan hustrun varit ytterst ansvarig för hushållet och familjemedlemmarnas välbefinnande. Kärnfamiljen har i många västerländska samhällen framställts som en ideal familjeform vilket bland annat resulterat i att många länders familjelagstiftning och familjepolitik har varit eller fortfarande är inriktad på att bevara den som samlevnadsform.
Enligt statistik från Statistiska Centralbyrån är det vanligast bland barn i Sverige att bo i en kärnfamilj; tre av fyra barn bodde med båda sina föräldrar år 2011 och de allra flesta var även folkbokförda med minst ett syskon. År 2005 visade statistiken från USA:s folkräkningsbyrå att 70 procent av barnen i USA bor med två föräldrar med 66 lever av de som lever med föräldrar som var gifta, och 60 procent lever med sina biologiska föräldrar. I Storbritannien minskade antalet kärnfamiljer från 39,0 % av alla hushåll 1968 till 28,0 % 1992. Minskningen medförde en motsvarande ökning av antalet ensamstående föräldrar och antalet vuxna som bodde ensamma. Enligt vissa sociologer verkar kärnfamiljen inte längre tillräcklig för att täcka den stora mångfalden av de hushållsarrangemang vi ser idag. (Edwards 1991; Stacey 1996). Flera faktorer står för skillnaderna i familjestrukturen, inklusive ekonomisk och social klass. Skillnader i utbildningsnivå förändrar också mängden ensamstående föräldrar.

## Termen kärnfamilj
Ordet kärnfamilj förekommer i det svenska språket sedan 1969 och är en översättning av den engelska termen Nuclear family som fanns belagd i Oxford English Dictionary från och med 1924. Begreppet har sitt ursprung i ett behov av att kunna avskilja ens närmsta släktskapsenhet från de andra släktskapsrelationer och hushållsgemenskaper.
Trots att termen uppstod runt den tid då kärnvapen var aktuellt så har kärnfamilj ingen koppling till kärnvapen eller kärnkraft. Det engelska ordet "nuclear" kommer ursprungligen från latinska nucleus, som i sin tur härstammar från nux, vilket betyder nöt eller kärna. Termen kärnfamilj hänvisar alltså till de familjemedlemmar som härstammar från samma kärna.

## Förändring av familjekonstellationen
Familjestrukturen påverkas av ideologiska, politiska och ekonomiska processer, som i sin tur bidrar till att skapa alternativa konstellationer till den heterosexuella kärnfamiljen. I dag uppstår nya former av familjekonstellationer på grund av exempelvis skilsmässor, separationer, nya parbildningar och andra omflyttningar. Detta har lett till att den klassiska definitionen av begreppet kärnfamilj alltmer ifrågasätts då den idag endast beskriver ett av många familjearrangemang. En del har även föreslagit att man borde vidga begreppet för att exempelvis inkludera samkönade par och ensamstående föräldrar. Kärnfamiljen har senare kommit att bli motsats till alla samlevnadsformer där barnen inte lever tillsammans med båda sina biologiska föräldrar. Exempel på nya familjekonstellationer är ensamstående föräldrar, styvfamiljen, adoptivfamiljen, donationsfamiljen, regnbågsfamiljen och tvåkärnefamiljen. Samtliga av dessa ingår i termen stjärnfamilj. 
Även om familjeformerna har utvecklats och förändrats dominerar fortfarande den heteronormativa föreställningen om familjen med en traditionellt manlig och kvinnlig roll. Detta syns både hos heterosexuella och homosexuella par. I den svenska politiken har det funnits en strävan mot jämställdhet sedan 1960-talet vilket bland annat inkluderat en ambition om könsneutralitet inom familj och arbetsliv. Familjen beskrivs därmed i jämställdhetspolitiken som komplementär, vilket i praktiken exempelvis innebär delat ansvar för barnen för båda föräldrarna. Dock har det visat sig att kvinnor i allt högre grad har huvudansvaret för barnen, även efter en skilsmässa. Mamman har i större utsträckning ansvar för den dagliga omvårdnaden om barnen, medan pappan ofta har samma rätt att fatta beslut som handlar om barnen som mamman, oberoende av deras relation och närvaro till barnen. Detta synliggörs även i statistik från Statistiska centralbyrån, som visar på att 80% av barnen till separerade föräldrar år 2011 var folkbokförda hos mamman.

## Tvåkärnefamilj
Tvåkärnefamilj innebär att ett barn vars föräldrar separerat och bildat nya kärnfamiljer regelmässigt deltar i de båda bonusfamiljerna. Detta kan ses som en rekonstruering av kärnfamiljen och har blivit allt vanligare, bland annat på grund av allt fler skilsmässor och avslutade parrelationer som i sin tur lett till en ökning av rekonstruerade föräldraskap.